# Arara-tapúya
Arara-tapúya (Arara, Arara-Tapuia), skupina (ili klan) američkih Indijanaca porodice Arawakan naseljen sjeverno od Amazone u brazilskoj državi Amazonas na donjem toku rijeke Içana. Moguće da su jezično srodni skupinama Carútana: Yauareté, Yuruparí i Urubú na donjoj Içana, Nimuendajú (1950). 
Riječ Tapuya u tupi jeziku označava strance.